# 遊佐町立藤崎小学校
遊佐町立藤崎小学校（ゆざちょうりつ ふじさきしょうがっこう）は、山形県飽海郡遊佐町にあった公立小学校。

## 概要
- 本校は、稲川小学校と西遊佐小学校が統合し、設立された学校である。
- 遊佐町は、2023年度に町内5小学校を統合した（新）遊佐小学校を開校させる事を決定した為、2022年度末をもって、閉校する。

## 沿革
- 2014年（平成26年）4月1日 - 開校。
- 2023年（令和5年）3月31日 - 遊佐町内小学校統合による（新）遊佐小学校開校により、閉校。[1]。

## 児童数
2020年度
| 学年 | 1年 | 2年 | 3年 | 4年 | 5年 | 6年 | 特別支援 | 合計 |
| ---- | --- | --- | --- | --- | --- | --- | -------- | ---- |
| 学級 | 1   | 1   | 1   | 1   | 1   | 1   | 0        | 6    |
| 児童 | 18  | 16  | 18  | 20  | 19  | 24  | 0        | 115  |

## 学校教育目標
- 豊かな心を持ち 自ら学ぶ たくましい子どもの育成

## 基本方針
- ～「ふじさき」の精神～ 「ふ」ふるさと愛 「じ」自立 「さ」参画 「き」協働

## 所在地
- 山形県飽海郡遊佐町大字江地字丁才谷地31番4号

## 学区
- 遊佐町西部の広範囲

## 周辺
- 山形県道353号吹浦酒田線
- 遊佐町総合運動公園
- 遊佐町立藤崎保育園
- 江地簡易郵便局

## アクセス
- JR羽越本線遊佐駅から、徒歩約2.9km・約45分（最短ルートを行った場合）、車で約4.4km・約8分。
- 遊佐町営バス
  - 茂り松線「藤崎小学校第2」バス停下車後、徒歩約320m・約4分。
  - 稲川線「藤崎小学校前第1」バス停下車後、徒歩約180m・約3分。
- 遊佐町役場から、車で約4.9km・約9分。